# Caradjaina
Caradjaina és un gènere d'arnes de la família Crambidae. Conté només una espècie, Caradjaina kwangtungialis, que es troba a la Xina (Guangdong).